# Harald Hasselbach
Harald Hasselbach (Amesterdão, 22 de setembro de 1967 – 23 de novembro de 2023) foi um jogador profissional de futebol americano holandês que foi campeão da temporada de 1998 da National Football League jogando pelo Denver Broncos.